# Françoise Basch
Pour les articles homonymes, voir Basch.
Françoise Basch, née à Paris le 3 juin 1930 et morte dans la même ville le 6 mars 2023, est une universitaire, féministe et enseignante de littérature anglo-saxonne. Elle contribue à la mise en place et au développement des études féministes en France à partir des années 1970.

## Biographie
Françoise Basch est la fille de Georges Louis Basch, engagé volontaire, qui se suicide le 20 juin 1940, et de Marianne Basch, une gynécologue engagée pour la contraception et la libéralisation de l'avortement. Elle est la petite-fille de Victor Basch, militant des droits de l'homme et de son épouse Ilona Basch, tous les deux assassinés par la milice en 1944. Son grand-père maternel, Marius Moutet, ministre du Front populaire, vote contre les pleins pouvoirs à Pétain en 1940 et sa grand-mère, Anna Moutet (née Matoussevitch, juive russe) était elle aussi gynécologue. Elle est la nièce du sociologue Maurice Halbwachs. Pendant la guerre, elle passe quelque temps cachée à Dieulefit, puis la famille se réfugie en Suisse.
Après la Seconde Guerre mondiale, c'est à Paris qu'elle est lycéenne puis étudiante. Elle poursuit des études à Londres, où elle publie sa thèse Les femmes victoriennes. Roman et société, 1837-1867 en 1968.
Souhaitant être médecin, elle devient cependant universitaire. Elle enseigne à l'Institut d'anglais Charles-V de l'université Paris-VII, au Queens College de New York et au Purchase College dans l'État de New York.
Elle s'engage dans le mouvement féministe et, sous l'impulsion des Women's studies qui se structurent outre-Atlantique au début des années 1970, elle crée en 1975 avec Michelle Perrot à l'université de Jussieu le Groupe d'études féministes (GEF),. 
À la fin des années 1980, dans le cadre des échanges Erasmus, le Centre d’enseignement de documentation et de recherche pour les études féministes (Cedref) de l’université Paris-Cité intègre le réseau Noise, dont le siège est à Utrecht. Françoise Basch y assure entre autres la continuité du lien entre le Cedref et les féministes du réseau d'universités européennes en Allemagne, Italie, Espagne, Grèce, Grande-Bretagne, Pays-Bas, Finlande.
En rédigeant la biographie de son grand-père dans les années 1990, ses recherches lui apportent une nouvelle vision du judaïsme.
Elle meurt à Paris le 6 mars 2023.

## Le Groupe d’études féministes (GEF)
Pour Françoise Basch, cofondatrice du Groupe d’études féministes avec Michelle Perrot, le GEF était « la première tentative en France de liaison et d’enrichissement réciproque entre Mouvement des femmes et université, entre militantisme et recherche ».
Malgré l’enthousiasme lié à sa création, les réunions du Groupe à l'université de Jussieu se font dans un climat de lourdes tensions. Les militantes du MLF qui rejoignent le GEF sont en désaccord avec les formes du discours universitaire traditionnel.
Au départ ouvert à tous, le GEF opte après débat pour des normes en vigueur dans le MLF comme la non-mixité et se positionne comme un lieu de rencontre de chercheuses, d'enseignantes et d'étudiantes de diverses disciplines travaillant sur la question des femmes, la critique féministe de l’histoire et de la sociologie et les relations avec les luttes féministes.
De nombreux sujets sont abordés dans le GEF, comme la sexualité, le matriarcat ou la répercussion des mouvements féministes sur l'évolution des disciplines scientifiques.
Françoise Basch y nourrit la coopération au niveau international avec les recherches féministes anglo-saxonnes des Women's studies et contribue à leur déploiement.
Le GEF est officiellement reconnu en 1977 comme groupe de recherche interdisciplinaire de l’université Paris-VII. Sous la responsabilité de Françoise Basch et Michelle Perrot, le laboratoire se compose de quatorze personnes, sept rattachées à Paris-VII (Marie-Françoise Cachin, Lydia El Haddad, Liliane Kandel, J.M. Maughin, Marcelle Marini, Nicole Rougier, A. Paquette), et sept autres hors Paris 7 (Christine Fauré, Dominique Fougeyrollas, Geneviève Fraisse, Françoise Picq, Nadja Ringart, Leila Sebbar-Pignon, Arlette Farge) ainsi que d’une quinzaine de doctorantes (dont Marie-Jo Bonnet, Françoise Ducrocq, Claude Meignien, Marie-Hélène Zylberberg-Hocquart, Françoise Thébaud, etc.).
Actif de 1975 à 1991, le Groupe d’études féministes compte dans ses rangs des militantes du Mouvement de libération des femmes comme Marie-Jo Bonnet, Geneviève Fraisse, Liliane Kandel, Françoise Picq, Josée Contreras.

## Les colloques internationaux
En 1977, Françoise Basch rencontre des féministes à New York. Impressionnée par leurs travaux, elle propose une rencontre internationale. L'idée est de situer et comparer les perspectives théoriques et méthodologiques des études féministes dans six pays participants (France, États-Unis, Allemagne, Italie, Pays-Bas, Grande-Bretagne).
En 1978 et 1979 au moulin d'Andé dans la région parisienne et en 1982 à la Shaker Mill Farm dans l'État de New York, Françoise Basch co-organise avec Carroll Smith-Rosenberg (en) et Judith Friedlander (en) trois rencontres européano-américaines sur le féminisme (« The New Woman and the New Family »).
Les colloques sont subventionnés par la Fondation Rockefeller, The National Endowment for the Humanities et le Marshall Fund.
Les communications portent sur des sujets comme l'organisation politique, le droit de vote, l'immigration, les formes d'action politique, l'expérience urbaine, femmes et Holocauste, femmes contre l'État : reproduction et sexualité, le genre et les femmes écrivains, le théâtre, Gertrude Stein, Radcliffe Hall, les Gay et Lesbian Studies, l'évolution de l'identité lesbienne, lesbianisme et féminisme.
On y croise entre autres Gudrun Schwarz, Mieke Aerts, Esther Newton (en), Martha Vicinus (en) et Claudia Koonz.
Deux ouvrages ont été publiés à la suite de ces rencontres : Stratégies des femmes en 1984 et Women in Culture and Politics, A Century of Change en 1986.
Les 3 et 4 avril 2024, le colloque « Françoise Basch (1930-2023), une féministe dans le siècle » est organisé en son hommage à l'université Paris-Cité et à l'université Paris-Nanterre.

## Publications
- Les femmes victoriennes: roman et société; (1837 - 1867), Payot, coll. « Le regard de l'histoire », 1979  (ISBN 978-2-228-27330-5).
- Stratégies des femmes, ouvrage collectif, Éd. Tierce, coll. « femmes et sociétés », 1984  (ISBN 978-2-903144-25-8).
- Rebelles américaines au XIXe siècle. Mariage, amour libre et politique, Méridiens Klincksieck, coll. « Analyse institutionnelle », 1990  (ISBN 978-2-86563-263-3).
- Victor Basch ou la passion de la justice : de l'Affaire Dreyfus au crime de la Milice, Plon, 1994.
- Victor Basch, un intellectuel cosmopolite, Berg Internat. Éd, 2000  (ISBN 978-2-911289-21-7)[17].
- Ilona, ma mère et moi, Éd. iXe, coll. « Fonctions dérivées », 2011  (ISBN 979-10-90062-03-0)[18].